# Epistola către evrei
Epistola către evrei este o carte a Noului Testament. Tradiția i-o atribuie lui Pavel, însă de-a lungul timpului au fost formulate diverse alte opinii cu privire la posibilul ei autor. Actualmente, opinia critică majoritară consideră că autorul ei ar fi nu Pavel, ci un alt membru al comunității pauline. Numele lui Pavel nu apare în epistolă, de aceea este considerată drept scriere anonimă.
Epistola a purtat acest nume de când Tertulian a descris-o ca "Barnabae titulus ad Hebraeos" ("epistola lui Barnaba către evrei") în De Pudicitia 20.
Epistola către evrei a fost publicată în mod anonim, „deși autorul ei voia să crezi că el este Pavel”. Opinia critică majoritară este că a fost atribuită în mod fals lui Pavel, „deși destui savanți creștini din primele secole ale creștinismului și-au dat seama că ea nu a fost scrisă de Pavel, lucru cu care cercetătorii de azi sunt de acord.”
Epistola către evrei face parte din „Antilegomena lui Luther”, împreună cu Iacob, Iuda și Apocalipsa lui Ioan.